# Glones (rei huno)
Glones (em grego: Γλώμης), Glom (em grego: Γλώμ), Eglon e Aglanos, foi um rei dos  hunos do Cáucaso do século VI. Era aliado do xá Cavades I. Foi derrotado e morto em 528 pela rainha sabir Boa enquanto marchava com Estírax para ajudar os persas contra os bizantinos. Segundo Ferdinand Justi, seu nome tem uma origem iraniana.